# École nationale supérieure agronomique de Montpellier
Pour les articles homonymes, voir ENSAM.
L’École nationale supérieure agronomique de Montpellier (ENSAM), est une école d'ingénieur. C'est l'une des trois écoles nationales supérieures agronomiques historiques, placées sous la tutelle du ministre chargé de l'agriculture, parmi les premières écoles à délivrer un diplôme d'ingénieurs agronomes en 1960. L'école intègre Montpellier Supagro en 2007. Depuis 2020, cette école est devenue l'Institut agro Montpellier et a rejoint l'Institut national d'enseignement supérieur pour l'agriculture, l'alimentation et l'environnement (Institut Agro), au même titre que les écoles de l'Institut agro Rennes-Angers et l'école de Dijon.

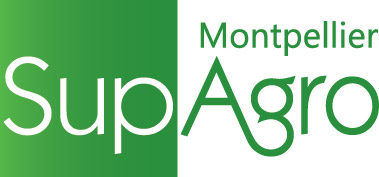
Ancien logo de l'école

## Histoire
(avril 2018).

### Une ferme-école à la Saulsaie qui devient école régionale d'agriculture (1848)
L'École nationale supérieure agronomique de Montpellier trouve ses premières origines dans une ferme école, créée en 1842 par Césaire Nivière, sur une exploitation située à La Saulsaie, sur la commune de Montluel dans le département de l’Ain. Elle devient une école régionale d’agriculture, l'Institut agricole de la Saulsaie, en 1848 avec pour objet de former des « chefs d’exploitation, propriétaire ou fermiers » et ses frais de fonctionnement étaient pris en charge par l’État. Mais à la suite de déconvenues financières, l’école est fermée en 1869 et déplacée à Montpellier qui s’offre à l’accueillir sur le site de La Gaillarde.

### École nationale d'agriculture (1870)
Les premières années d’existence s’avérèrent toutefois si difficiles que l’école faillit bien disparaitre. Elle doit sa pérennité aux succès remportées par ses équipes enseignantes dans la lutte contre le fléau du phylloxéra, dans les années 1870-1890, et à la réputation mondiale qu’elle en retira. D’école régionale, elle devient ensuite brièvement une école impériale, puis une école nationale d’agriculture en 1876. En 1908, comme les autres écoles nationales (Grignon et Grandjouan) l'école de Montpellier délivre le diplôme d’ingénieur agricole. Ses domaines de compétence particuliers sont alors : l’agriculture, l’horticulture, la viticulture et la sériciculture.
Le premier directeur fut un certain M. Loeuillet, qui fut, par ailleurs, le dernier directeur de l'école de la Saulnaie.
Puis, ce fut Camille Saintpierre (1834 - 1881), qui reprit les fonctions en 1876. Il est, dès le début, très actif dans la lutte contre le phylloxéra,.

### Partenariat avec l'INRA et diplôme d'ingénieur agronome (1960)
En 1946, l’Institut national de la recherche agronomique (INRA) est créé et l’un de ses principaux centre est aussitôt installé sur le site de La Gaillarde, entamant des relations fructueuses avec l’école. Avec la constitution du groupe des écoles nationales supérieures agronomiques en 1960, celle-ci accède enfin au niveau de l’enseignement supérieur et à la délivrance du titre d’ingénieur agronome. En 1987, elle est habilitée à délivrer seule le doctorat. 

### De Montpellier Supagro à l'Institut agro (2007 à 2020)
Depuis le 1er janvier 2007, l'école a cessé d'exister en tant que personne morale pour refonder un nouvel établissement : le Centre international d'études supérieures en sciences agronomiques « Montpellier SupAgro ». Le nouvel établissement résulte d'un regroupement avec deux autres établissements proches relevant du Ministère de l'agriculture : le Centre national d'études agronomiques des régions chaudes (Cnearc) et le Centre d'expérimentation pédagogique de Florac, auquel est adjoint le département Industries agro-alimentaires des régions chaudes de l'École nationale supérieure des industries agricoles et alimentaires accueilli dans les locaux du CNEARC.
Depuis 2020, Montpellier Supagro a rejoint l'Institut agro et est devenue l'Institut agro Montpellier au même titre que les écoles de l'Institut agro Rennes-Angers et l'école de Dijon.

## Enseignement et recherche
Lors de la création du complexe Agropolis International en 1986, l’école devient naturellement l’un de ses principaux promoteurs et axe sa communication internationale autour de ce nouveau concept fédérateur.
Une association avec l'Inra, Cirad et Agropolis Fondation permet à l'établissement, en octobre 2006, de participer au seul réseau thématique de recherche avancée (RTRA) labellisé par le gouvernement dans le domaine agronomique.